# Kirche von Endre

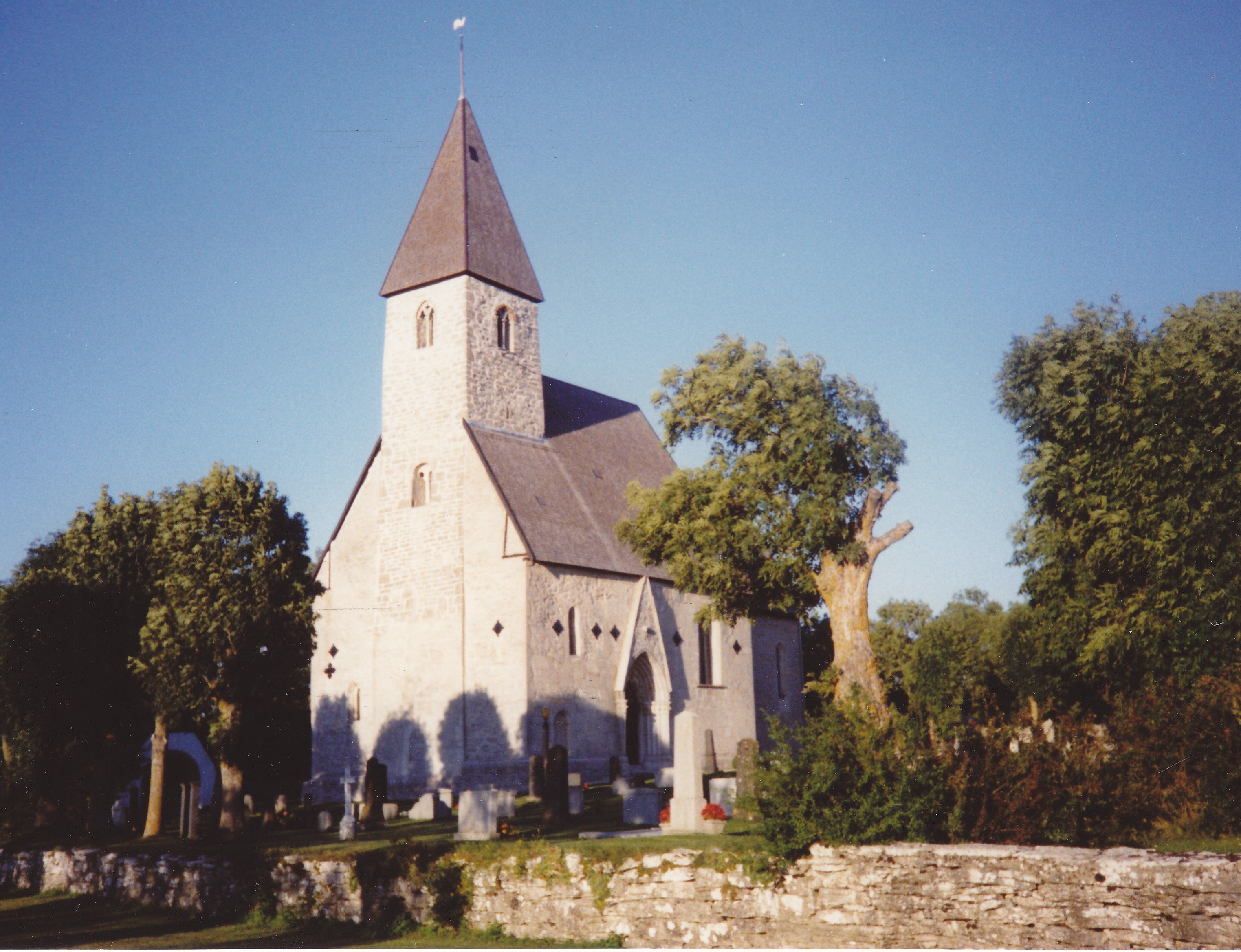
Kirche von Endre

Die Kirche von Endre (schwedisch Endre kyrka) ist eine Landkirche auf der schwedischen Insel Gotland. Sie ist Gemeindekirche der Kirchengemeinde (schwed. församling) Endre und gehört zum Bistum Visby.

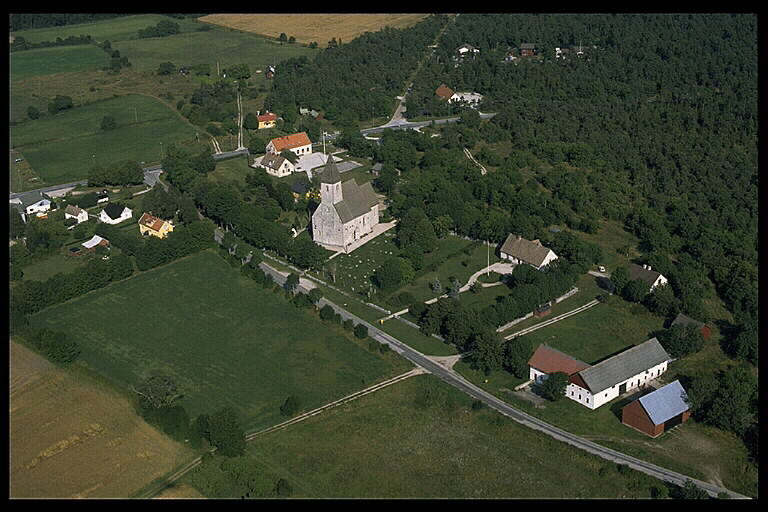
Kirche von Endre

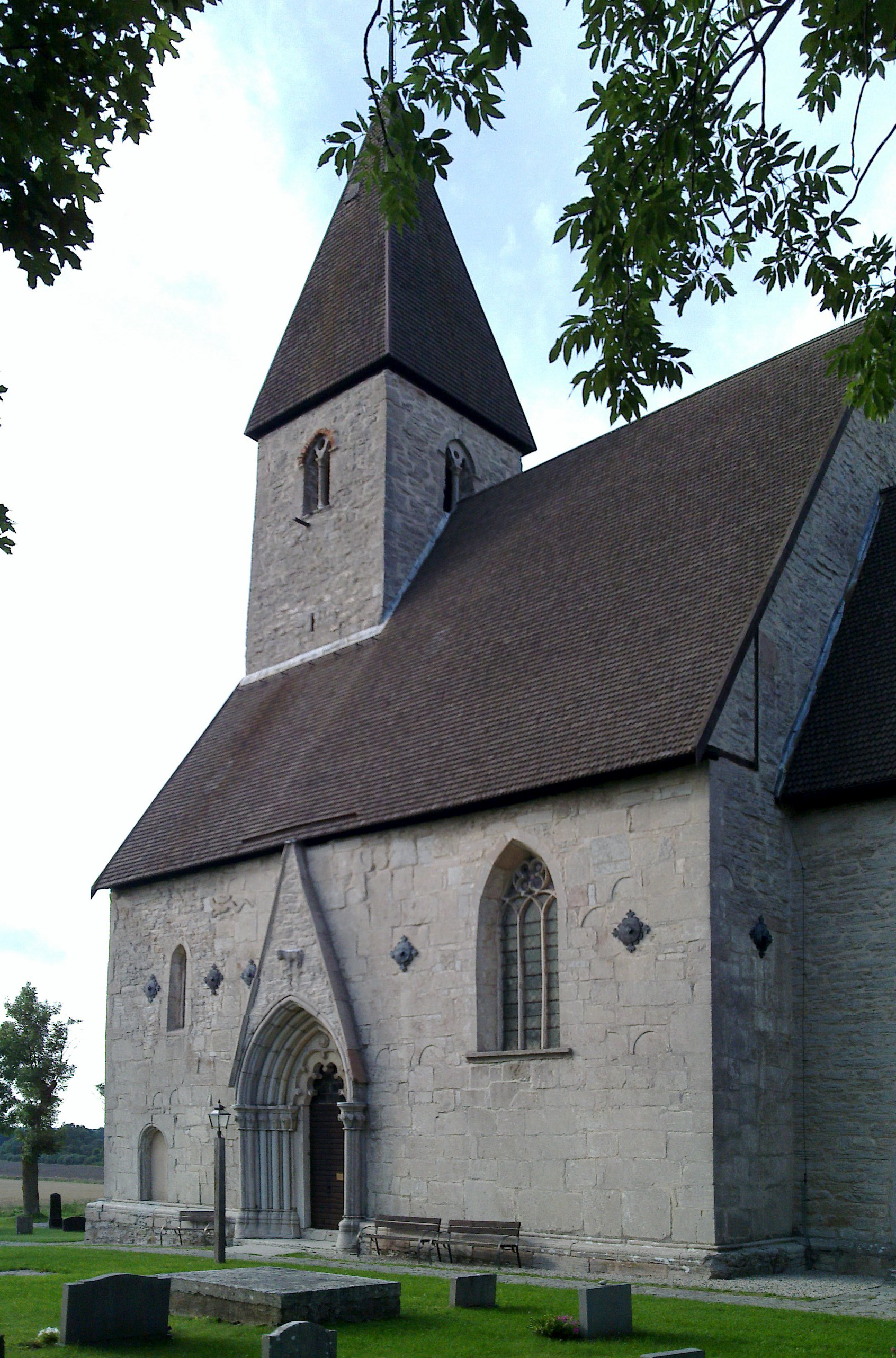
Kirche von Endre: Turm

## Lage
Die Kirche liegt 11 km östlich von Visby und 12 km nördlich von Roma.

## Kirchengebäude
Ältester Teil der heutigen Kirche ist der Turm aus dem 12. Jahrhundert, der noch von der Vorgängerkirche stammt. Im 13. und 14. Jahrhundert erhielt die Kirche ihr heutiges Äußeres, als zunächst der Chor und um das Jahr 1300 das Langhaus errichtet wurden. Dieses umschließt dabei den alten Turm von drei Seiten, wobei das Erdgeschoss zusammen mit dem Langhaus einen Teil des Kirchenraums bildet. Wandmalereien des Passionsmeisters aus der Mitte des 15. Jahrhunderts zeigen dort das Leben Jesu, Propheten und geometrische Muster.

## Name
Der Name Endre wird erstmals als Endrar in einer Abschrift aus dem 14. Jahrhundert erwähnt.